# Heinz J. Nowarra
Heinz Joachim Nowarra (Berlín, 24 de diciembre de 1912-Harreshausen, 4 de noviembre de 1992) fue un autor alemán de libros de no ficción sobre la historia de la aviación.

## Vida y trabajo
Nowarra asistió de 1919 a 1928 a la escuela Treitschke en Berlín-Wilmersdorf y luego completó un aprendizaje como asistente . Desde 1930 hasta fines de 1933 estuvo desempleado y luego trabajó hasta enero de 1936 como Kontorist y cajero. Hasta 1940, trabajó como contador de almacén y programador en Siemens Schuckertwerke . Desde 1941 hasta mediados de 1942 trabajó para la Gesellschaft für Luftfahrtbedarf en Berlín en la gestión de repuestos para el Me 109 , desde enero de 1942 también para el Ju 88 . Desde mediados de 1942 estuvo en la misma función que el avión de Junkers y las obras del motor , el astillero Leipzig, estacionado, donde más tarde también para el Ju 188 fue responsable
Después de 1945 Nowarra ejerció varias profesiones en Berlín hasta que se mudó a Harreshausen en junio de 1968. Hasta finales de 1977 trabajó en el departamento de "investigación de mercado y desarrollo del tráfico" en el aeropuerto de Frankfurt am Main , donde fue responsable del servicio de información interna y del archivo. En 1978 se retiró.
Nowarra había hecho desde 1958 un nombre como autor en cuestiones de aviación . Su primera publicación importante, escribió junto con el oficial de la Fuerza Aérea estadounidense Kimbrough S. Brown para el editor especialista británico Harleyford en el piloto de combate alemán Manfred von Richthofen bajo el título de Von Richthofen y el Circo Volador . Ha publicado un total de alrededor de 75 libros y folletos, más unos 34 artículos en revistas, de los cuales aproximadamente un tercio en inglés. Entre ellos también se incluyeron las historias de los groschenheftreihen volantes  y The Landser, Nowarra también recolectó imágenes y fotografías de aviación. Después de 1945, fue asistido por el secretario de la organización piloto veterano Alte Adler , Willi Hackenberger y el general de la Fuerza Aérea Alemana Alfred Keller . En el momento de su muerte, se dice que la colección Nowarra abarcó alrededor de 38,000 imágenes.

## Publicaciones
- Manual de aviones alemanes 1914-18. H. Nowarra, Berlín 1957.
- y Kimbrough S. Brown: Von Richthofen y el circo volador. Harleyford, Letchworth 1958.
- El desarrollo de la aeronave 1914 - 1918. Lehmanns, Munich 1959.
- El triplano plateado. ( Historias de voladores No. 147). A. Moewig, Munich 1959.
- Heinz Gontermann, el asesino de globos. ( Historias de viajero n. ° 160). A. Moewig, Munich 1959.
- El escuadrón de Inglaterra. ( Fliergeschichten n. 178). Moewig Verlag, Munich 1960.
- En la parte posterior del enemigo. ( Fliergeschichten No. 174). Moewig Verlag, Munich 1960.
- Caza de la noche. Las misiones más peligrosas de los pilotos alemanes en la Segunda Guerra Mundial. / Historias de volante, volumen especial Br. 39). Moewig Verlag, Munich 1960.
- Jagdgeschwader 2. Tres comandantes, tres destinos de aviación de la Primera Guerra Mundial. (( Volumen especial de Flyers No. 37) A. Moewig, Munich 1960.
- El avión de Zeebrugge. ( Fliergeschichten No. 183). A. Moewig, Munich 1960.
- El vuelo del halcón de caza . ( Fliergeschichten No. 191). Moewig, Munich 1961.
- con Karlheinz Kens: El avión alemán, 1933-1945. Desarrollos de aviación de Alemania hasta el final de la Segunda Guerra Mundial. JF Lehmann, Munich 1961.
- Escuadrón de Bombas 1. La aparición del arma de bombardeo alemán en la Primera Guerra Mundial. ( Volumen especial de historia de vuelo No. 47). Moewig Verlag, Munich 1961.
- Ases del aviador de la Primera Guerra Mundial. Los pioneros de la tecnología de aviación moderna. ( Volumen especial Flyers No. 43) Moewig, Munich 1961.
- 50 años de la Fuerza Aérea Alemana. 1910 - 1960 = Una historia pictórica de Luftwaffe 1910 - 1960. Eigenverl., Berlín 1961.
- Del Fokker al Messerschmitt 262. ( Volumen especial de Flyers n. ° 48) Moewig, Munich 1961.
- Douglas Arthur Russell: El Messerschmitt 109 un famoso luchador alemán. Aero Publ, Los Angeles 1961.
- con Bruce Robertson y Peter G. Cooksley: El luchador Camel. Hamish Hamilton Ltd, Londres 1964.
- El Focke-Wulf 190. Un famoso caza alemán. Publicaciones Harleyford; Aero Publishers, Letchworth Herts., Fallbrook Calif. 1965a
- con Uwe Feist: Los Panzers alemanes de Mark I a Mark V Panther. Aero Publishers, Fallbrook Calif. 1966a
- con Uwe Feist y Edward T. Maloney: los tanques de tigres. , Fallbrook Calif. 1966a
- y Edward T. Maloney: Dornier Do 335. Aero Publishers, Fallbrook Calif. 1966a
- y Edward T. Maloney: Junkers Ju87. , Fallbrook Calif. 1966a
- Aviones marinos de 1914-1918 fue. Harleyford Publ, Letchworth 1966.
- con Uwe Feist, RS Hirsch: Heinkel He 177 "Griffin". Aero, Fallbrook, CA 1967.
- con Hirsch Hirsch, Ursula Feist: Heinkel 100, 112. Libros TAB, Blue Ridge Summit, PA 1967.
- con Robert Sidney Hirsch, Uwe Feist: Heinkel 177. Aero Publishers, Fallbrook Calif. 1967a
- con Robert Sidney Hirsch, Uwe Feist: Messerschmitt 262. ° Aero Pub, Fallbrook Calif. 1967a
- El avión soviético 1941 - 1966. Lehmann, Munich 1967.
- Junkers Ju 87;. La historia de Stuka. Publicaciones de JW Caler, Sun Valley, California 1967a
- Junkers Ju-88. Tipo A-5 y A-4. JW Caler, Sun Valley, California 1967a
- El judío con el azul Max. Caler, Clybourn, Calif. 1967a
- Iron Cross y Balkenkreuz. Las marcas del avión alemán 1914-1918. Marcas de aviones alemanes en la Primera Guerra Mundial, 1914-1918. D. Hoffman, Mainz 1968.
- Tanques alemanes, 1914-1968. Arco Pub. Co, Nueva York 1968.
- Marsella. Estrella de África. Publicaciones de John W. Caler, Sun Valley, California 1968.
- 60 años de aeropuertos comerciales alemanes. Dieter Hoffmann, Mainz 1969.
- Aviones civiles y militares rusos, 1884-1969. Fuente P, Londres 1971.
- con Paul John St. Turner: Junkers; en el álbum de aviones. Allan, Londres 1971.
- El Focke-Wulf 190. Un famoso luchador alemán. Publicaciones modelo y aliadas, Herts 1973.
- Heinkel y sus aviones. Lehmann, Munich 1975.
- Caza cohete. [el técnico-histórico. Retrato ...]. Pabel, Rastatt 1975.
- Werner Mölders. [el primer portador brillante de la Wehrmacht]. Pabel, Rastatt 1975.
- En el cielo sobre Rusia. La Luftwaffe en la guerra contra la Unión Soviética. Pabel, Rastatt 1975.
- Combate aéreo sobre los Balcanes. La inserción d. fuerza aérea. Pabel, Rastatt 1976.
- Aviación naval. Desarrollo y uso de una rama especial de servicio. Pabel Verl., Rastatt 1976.
- El arco de Kursk. El despliegue de la fuerza aérea en la empresa "Ciudadela". Pabel, Rastatt 1977.
- Vuelo al caldero. La Luftwaffe en la lucha por Demyansk. Pabel, Rastatt 1977.
- Guerra Aérea sobre el Mediterráneo. La Misión de la Fuerza Aérea en el Teatro de la Guerra del Sur 1943-45. Pabel, Rastatt 1977.
- Tipo submarino VII. Podzun-Pallas-Verl., Friedberg (Dorheim) 1977.
- El lápiz volador. Dornier Jueves 17 y Jue 215. Podzun-Pallas Verlag, Friedberg 1978.
- FW 200 - Cóndor. Compañero de los submarinos. Podzun-Pallas-Verl., Friedberg / Dorheim 1978.
- Condenar batallas en el Mediterráneo. Podzun-Pallas-Verl., Friedberg 1978.
- Batalla de Gran Bretaña. Perdió la victoria. Podzun-Pallas-Verl., Friedberg 1978.
- Sobre los frentes de Europa. El retrato técnico-histórico del "Ju-52". Pabel, Rastatt 1978.
- Fieseler 156 "cigüeña". Podzun-Pallas-Verl., Friedberg 1979.
- En la pista del enemigo. 1941. Operaciones del alemán Nahaufklärer. Pabel, Rastatt 1979.
- Heinz Joachim Nowarra: El 109º desarrollo general de un avión legendario. Primera edición. Engine book Verl., Stuttgart 1979.
- Los bombarderos están llegando. El camino a la guerra total del aire 1940 - 1944. Podzum-Pallas-Verl., Friedberg 1979.
- He 111. De avión de pasajeros a bombardero 1935 - 1945. Motorbuch Verl., Stuttgart 1979.
- "Hellbird" de Inglaterra. El avión de combate "Spitfire" en la Segunda Guerra Mundial. Pabel Verl., Rastatt 1980.
- Gigantes aéreos sobre el lago. Bv 222 - Wiking - Bv 238. Podzun-Pallas Verl., Friedberg (Dorheim) 1980.
- Caza de la noche. Tu desarrollo y retratos de los pilotos más exitosos. Pabel, Rastatt 1980.
- The Forbidden Aircraft 1921 - 1935. La fuerza aérea camuflada. Primera edición. Engine book Verl., Stuttgart 1980.
- (Ed.): Pájaros extraños debajo de la cruz del haz. Podzun-Pallas-Verl., Friedberg / H. 1981a
- Nahaufklärer. 1910 - 1945; los ojos del ejército. Primera edición. Motorbuch Verl., Stuttgart 1981.
- Richthofen de tres pisos y Fokker D VII. Podzun-Pallas-Verl., Friedberg / H. 1981a
- El avión de Alexander Baumann. Podzun-Pallas-Verl., Friedberg 1982.
- Reconocimiento de largo alcance. 1915 - 1945; Aparición, desarrollo, uso. Primera edición. Motorbuch-Verlag, Stuttgart 1982.
- Caída apuntada. D. Historia d. Bombarderos de buceo de todo el mundo. Primera edición. Motorbuch-Verlag, Stuttgart 1982.
- Misión de la Luftwaffe "Barbarossa", Rusia 1941. Podzun-Pallas-Verl., Friedberg 1982.
- Udet. Obsesionado con volar. Podzun-Pallas, Friedberg (Dorheim) 1982.
- "Uhu" - He 219 [doscientos diecinueve]. Mejor cazador nocturno d. Segunda Guerra Mundial. Podzun-Pallas-Verl., Friedberg / H. 1982a
- El gran Dessauer. Ju G 38 - Ju 89 - Ju 90 - Ju 290 - Ju 390. Podzun-Pallas-Verl., Friedberg / H. 1983a
- Messerschmitt Me 109. 2936 - 1945, el último aún volaba en 1983. Podzun-Pallas-Verl., Friedberg / H. 1983a
- (Ed.): El "Volksjäger" Él 162. Podzun-Pallas-Verl., Friedberg / H. 1984a
- Dornier Do X. D. primer dirigible de gran capacidad d. Mundo. Podzun-Pallas-Verl., Friedberg (Dorheim) 1984.
- Aviones torpederos. Desarrollo y Utilizar. Motorbuch Verl., Stuttgart 1984.
- Aviones de combate alemanes 1915-1945. Una visión general de los aviones de combate alemanes más importantes. Podzun-Pallas-Verlag, Friedberg 1985.
- El alemán Luftrüstung 1933 - 1945. Bernard u. Graefe, Koblenz 1985.
- Vol. 1: Tipos de aviones AEG - Dornier. Bernard u. Graefe Verl., Koblenz 1993.
- Vol. 3: Tipos de aviones Henschel - Messerschmidt. Bernard u. Graefe Verl., Koblenz 1993.
- Vol. 4: Tipos de aviones MIAG: zepelines, misiles, motores de aviones, armas de a bordo, armas arrojadizas, radios, otros equipos de la fuerza aérea, *Artillería antiaérea. Bernard u. Graefe Verl., Koblenz 1993.
- (Ed.): Dornier Do 335 - "Flecha". D. last u. mejores cazadores de motores de pistones d. fuerza aérea. Podzun-Pallas-Verl., Friedberg / H. 1985a
- Focke-Wulf Fw 190a D. Avión, Cazador, Bombardero y Co. Era un avión de batalla. Podzun-Pallas-Verl., Friedberg / H. 1985a
- Misiles alemanes. Precursor, RZ 65, RZ 100 ... u. muchos otros Podzun-Pallas-Verl., Friedberg / H. 1987a
- Junkers Ju 52. Avión y leyenda. Haynes, Yeovil 1987.
- Dirigibles alemanes. Parseval, Schütte, Lanz, Zeppelin. Podzun-Pallas, Friedberg 1988.
- Focke-Wulf Fw 200 "Cóndor". La historia del primer avión moderno de larga distancia del mundo. Bernard y Graefe, Koblenz 1988.
- Aviones grandes Junkers. Historia y Tecnología. Primera edición. Motorbuch-Verlag, Stuttgart 1988.
- Junkers Ju 52 (252 y 352). Antes, durante y después de la guerra. Podzun-Pallas-Verl., Friedberg / H. 1988a
- Dornier Do 335 "flecha". El último y mejor caza de motor de pistón de la Luftwaffe. Schiffer Pub, West Chester, Pa. 1989a
- Fokker Estoy en acción Squadron / Signal Publications, Carrollton Tex. 1989a
- Helicópteros alemanes, 1928-1945. Schiffer Military History, West Chester PA 1990.
- El Ju 52. plano y leyenda; [uno de los motores de transporte más famosos del mundo en el servicio civil y militar desde 1932 hasta hoy]. Motorbuch Verl., Stuttgart 1991.
- Planeadores alemanes en la Segunda Guerra Mundial DFS 230 - DFS 331 - Ir 242 - Ir 345 - Ka 430 - Me 321 - Ju 322. Schiffer Publishing Ltd, West Chester, Pennsylvania 1991.
- Messerschmitt Bf 109. 1936-1945. Pub Schiffer, West Chester PA. 1991a
- Barcos de vela. Moewig, Rastatt 1991.
- El Fokker Dr.1 y D VII en la Primera Guerra Mundial. Schiffer Publishing Ltd, West Chester, Pennsylvania 1991.
- Grey Wolves of the Sea. U-Boat alemán Tipo VII. Historia militar de Schiffer, West Chester, PA 1992.
- Misiles Guiados Alemanes. Schiffer Publishing Ltd, Atglen, PA 1993.
- Buscaminas Mausi. Con la tía Ju en combate. Aircraft Publ. GmbH, Illertissen 1995.
- Blohm & Voss Bv 138. Schiffer Pub, Atglen PA 1997.